# 趙斗淳事件
趙斗淳事件（：／）是2008年12月發生於大韩民国的一宗強姦案，犯人趙斗淳因在廁所用極其殘忍的手段強姦一名八歲幼童，被判處12年有期徒刑，但許多韓國人民並不滿意這個判決結果。该事件被翻拍成電影《素媛》，引发广泛关注和讨论。

## 犯人简介
趙斗淳（韓語：조두순；1952年10月18日—），男，韩国人。在犯下2008年性侵傷害女童案之前，就已經留有殺人、暴力等18項前科。

## 案件經過
2008年12月11日早上，赵斗淳在京畿道安山市将當時在上學途中的八歲小學生娜英（化名）拖入教堂廁所。趙斗淳脫掉衣服後強逼娜英就範，但娜英頑強抵抗，趙斗淳不斷毆打娜英，並且咬了娜英的臉頰，將其頭按入馬桶水箱。性侵過程中趙斗淳用皮搋子吸娜英的肛門，導致娜英骨盆骨折、大小腸流出體外壞死、肛門与性器官80％壞死並昏迷。
趙斗淳在强奸後，為清除犯罪證據，用水清洗娜英體內之精液。待趙斗淳离去后，娜英被社區居民發現、并將其送醫。

### 被害人伤势
案件造成被害人的臉部受伤、内脏破裂、盆骨骨折，并因大小腸流出、坏死致其终身残疾、不能生育，常年使用人工肛門與尿袋。

## 司法审判
赵斗淳在庭审时坚称案发时大量饮酒、神志不清，“喝醉了”、“不記得”。因当时韩国法律对性侵犯罪最高处罚只有15年、且醉酒属于从轻审判依据之一。2009年9月24日，法官以“年龄大并且酒后精神不稳”为由，裁判赵斗淳犯强奸罪，处十二年有期徒刑。

### 关联案件
由於檢方逼迫受害人傳喚並重複她的證詞，受到嚴厲批評。受害人父母最終對檢方提起了訴訟，法官李秀真命令檢方向受害者支付1,300萬韓元的賠償。

### 刑满释放
2020年12月12日，赵斗淳刑满释放。在其出狱回家途中遭到憤怒民眾包圍咒罵、丟雞蛋抗議。中央日报報導，當趙斗淳辦完手續從安山保護所走出來，被記者質問「是否真心悔過」，他只背著雙手和兩度90度鞠躬，態度看起來一派輕鬆，讓群眾更加怒火中燒。之後約150位市民在他的老家聚集，朝著他大聲叫罵。趙斗淳需佩戴电子脚铐7年、公开肖像等个人信息5年，以及限制饮酒、行动限制等多种限制要求，整个安山市也因其释放而安装3700多台監視器。
2021年5月20日，韩国法务部和安山市政府表示，赵斗淳释放四个月以来，针对他的监视费用，已经耗费政府2亿韩币。此事再次引发舆论争议。

## 促进修法
赵斗淳强奸案案发时，韓國有期徒刑最長只有15年，又因法官判定他「酒後精神不穩」，最後被判处十二年的有期徒刑。该判决引发社会公愤，并促使韩国国会在2010年將有期徒刑上限延長至30年，也廢除對於未滿13歲兒童下手之性犯罪者的公訴時效，並延長電子腳鐐的配戴時間，最高可達30年。
2010年，韩国更新了《特定暴力犯罪处罚特例法》，规定包括性侵未成年人在内的重犯照片可以公开。
2012年，韓國國會通過了《性犯罪者性冲动药物治疗法》，讓韓國成為亞洲首個推行化學閹割的國家。
2013年，韓國《性暴力特殊案件法》再次被修订，修有「如果因酒精或毒品造成精神或身体残疾的性犯罪，则可能不适用刑法规定的减少犯罪条例」。
2019年4月16日，俗稱“赵斗淳”的一條法案正式在韓國實行，其全稱為《針對特定犯罪人員的保護觀察暨佩戴電子腳鏈相關的法律》。該法規定，刑滿釋放的特定刑滿釋放人員除必須佩戴電子腳鏈外，被限制外出范围与外出时间，还將接受專員的24小時嚴加監管，以防止他們出獄後再犯。
2020年11月，韓國国会通过要求加强对电子脚链佩戴者监管的《保护收容法》，该法又称为“赵斗淳防治法”。
在趙斗淳事件後，韓國法官對於兒童性暴力事件已經不太允許犯案者以「醉酒導致心神耗弱」為由申請減刑。

## 改編
電影《希望：為愛重生》，於2013年在韓國上映，由李濬益執導，薛景求、嚴智苑、李蕊擔任主演。上映後議論紛紛，不斷的對韓國政府施壓。
SBS電視劇《模範計程車》其中集數事件改編自此事件。
JTBC電視劇《Law School》中的角色「李滿浩」亦是以此人為原型

## 尾声
2017年11月24日，被害人的父亲在电台采访中透露，被害人经过两场大型修复手术，已经可以摆脱便袋，像正常人一样生活。她还完成了韩国高考，并志愿学医，以帮助和她一样受到性侵害的被害者希望能藉由自己的經歷來告訴大家要小心。

## 後續
2021年12月17日，趙斗淳在自家遭偽裝成警察的男子用鈍器攻擊頭部受傷。
2022年11月22日，据韩国《中央日报》报道，赵斗淳出狱后租住的住宅租约到期后，将于11月29日搬家，而因其在安山市的新住址距离当地一所小学仅为300多米，引发当地市民不安和担忧。同日，安山市市政府表示，将会把原住址的24小时巡逻哨所和50个监控设备搬至其新家附近，还将在其新家周围新增百余盏路灯并标记“安心回家”路标。
2023年12月4日晚9点后，赵斗淳称其在与妻子争吵后离家出走，并在外面累计停留了约40分钟。2024年3月11日，韩国京畿道水原地方法院宣布对赵斗淳夜间私自外出涉嫌违反规定一案开庭审理，并于3月20日宣判赵斗淳因出狱后违反“夜间外出限制令”，判处有期徒刑3个月。后于同年6月19日，赵斗淳刑满释放。韩国法院对其颁布“夜间外出限制令”，禁止赵斗淳夜间外出、饮酒、被要求夜间禁止外出（晚9时至清晨6时）、禁止饮酒（酒精浓度0.03%以上）、出入校园等教育场所，禁止他联系受害人并与其接触等。
为安抚当地民众和防止赵斗淳再犯罪，当地采取多项措施，如安排包括退役特种兵和退役跆拳道运动员在内的12名警察在赵斗淳住所周边全天候巡逻，增设几十个监控摄像头，提高30盏路灯的亮度。
赵斗淳在2025年3月30日和5月11日下午3点至6点的宵禁时段，擅自离开其位于京畿道安山市的住所。根据监管规定，其活动受限时段包括上下学高峰期的上午7点至9点、下午3点至6点，以及夜间的晚上9点至次日凌晨6点。
2025年6月，韩国水原地方法院安山分院，对赵斗淳签发精神拘留令（即把人羁押在医疗机构），将对其进行精神评估。